# Tournoi de beach-volley de Barcelone
Le tournoi de beach-volley de Barcelone est l'une des manches à avoir été inscrite au calendrier du FIVB Beach Volley World Tour, le circuit professionnel mondial de beach-volley sous l'égide de la Fédération internationale de volley-ball.
Organisé en 2008 et 2009 dans la ville espagnole de Barcelone, l'épreuve messieurs se joue la première année tandis que l'épreuve dames couvre l'ensemble de la durée.

## Éditions
| # | Année | Date messieurs     | Date dames        | Catégorie    | Site                | Diffuseur TV           |
| - | ----- | ------------------ | ----------------- | ------------ | ------------------- | ---------------------- |
| 1 | 2008  | 27 mai au 1er juin | 26 au 30 mai      | Tournoi open | Place Carles Buïgas | Televisió de Catalunya |
| 2 | 2009  | -                  | 8 au 13 septembre | Tournoi open |                     |                        |

## Palmarès

### Messieurs
| Année | Vainqueurs                       | Finalistes                        | Troisième place                |
| ----- | -------------------------------- | --------------------------------- | ------------------------------ |
| 2008  | Julius Brink et Markus Dieckmann | Dmitri Barsouk et Igor Kolodinski | Emanuel Rego et Ricardo Santos |

### Dames
| Année | Vainqueurs                                    | Finalistes                                        | Troisième place                               |
| ----- | --------------------------------------------- | ------------------------------------------------- | --------------------------------------------- |
| 2008  | Nicole Branagh et Elaine Youngs               | Talita Antunes da Rocha et Renata Martins Ribeiro | Larissa França et Juliana Felisberta da Silva |
| 2009  | Larissa França et Juliana Felisberta da Silva | Talita Antunes da Rocha et Maria Antonelli        | Jennifer Kessy et April Ross                  |

## Tableau des médailles

### Messieurs
| Nation    | Or | Argent | Bronze | Total |
| --------- | -- | ------ | ------ | ----- |
| Allemagne | 1  | -      | -      | 1     |
| Russie    | -  | 1      | -      | 1     |
| Brésil    | -  | -      | 1      | 1     |

### Dames
| Nation     | Or | Argent | Bronze | Total |
| ---------- | -- | ------ | ------ | ----- |
| Brésil     | 1  | 2      | 1      | 4     |
| États-Unis | 1  | -      | 1      | 2     |